# Мерфи, Оукс
Натан Оукс Мёрфи (англ. Nathan Oakes Murphy; 14 октября 1849, Джефферсон, Мэн — 22 августа 1908, Коронадо, Калифорния) — американский политик, 10-й и 14-й губернатор Территории Аризона.

## Биография
Натан Оукс Мёрфи родился в Джефферсоне, штат Мэн, в семье Бенджамина Мёрфи и Люси Оукс Мёрфи. В 1856 году семья переехала в Висконсин. После окончания школы Мёрфи работал преподавателем в 1866—1869 годах, а позже занимался юридической практикой. В апреле 1883 года он переехал в Прескотт, Аризона, где занимался добычей полезных ископаемых и торговлей землёй. 6 августа 1884 года Мёрфи женился на Саре Бангхарт.
21 марта 1889 года Мёрфи был назначен секретарём штата Аризона. На этой должности он поддерживал строительство моста через реку Солт, выступал за ограничение азартных игр, за введение тайного голосования и принятие законов о ростовщичестве. Он также попросил губернатора Джона Ирвина уйти в отставку, так как тот долгое время находился за пределами Аризоны. В 1892 году Мёрфи был делегатом национального съезда Республиканской партии США.
11 мая 1892 года Мёрфи стал губернатором Аризоны, продолжив срок ушедшего в отставку Ирвина. Он был одним из немногих губернаторов, которые были не против поселенцев-мормонов и похвалил их за их нелёгкий труд. Его годовые отчёты были одними из самых подробных. Мёрфи был решительным сторонником государственности, и считал, что это принесёт Аризоне больше федеральных средств. Он выступал за сокращение индейских резерваций, что дало бы развитие новых месторождений и привлекло больше мигрантов, за наделение женщин избирательными правами, за запрет бродяжничества и отмену права индейцев владеть оружием. В 1893 году Мёрфи был вынужден оставить пост губернатора после избрания президентом демократа Гровера Кливленда.
После отставки Мёрфи был активным членом Республиканской партии как на уровне Аризоны, так и на национальном уровне. В 1895—1897 годах он был делегатом Палаты представителей США, а 1 августа 1898 года был вновь назначен на пост губернатора Аризоны. В 1901 году он создал подразделение аризонских рейнджеров, наподобие легендарных техасских рейнджеров, которое просуществовало до 1909 года и было реформировано в 1957 году. Он стал первым губернатором, занявшим новое здание Капитолия. Его фатальной ошибкой было то, что он выступил против закона Ньюлендса о рекультивации земель 1902 года. Этот закон предусматривал направление средств от продажи государственных земель на рекультивацию и ирригацию, помог защитить Аризону от наводнений, а также обеспечил её водой и энергией. 21 апреля 1902 года президент Рузвельт попросил Мёрфи выйти в отставку.
В феврале 1901 года, ещё будучи губернатором, Мёрфи вернулся к юридической практике. После отставки он путешествовал по Европе и США. 22 августа 1908 года Мёрфи скоропостижно скончался в отеле «Дель Коронадо» в Коронадо, Калифорния. Он был похоронен на кладбище Вудлоун в Сан-Диего, а в декабре 1909 года был перезахоронен на кладбище Рок-Крик в Вашингтоне.